# Dieter aus dem Siepen
Heinz-Dieter aus dem Siepen (* 5. Juli 1922 in Essen; † 4. Mai 1982 in Mülheim an der Ruhr) war ein sozialdemokratischer Kommunalpolitiker und von 1974 bis zu seinem Tode im Jahr 1982  Oberbürgermeister der Stadt Mülheim an der Ruhr.

## Leben und Wirken
Aus dem Siepen war seit 1946 Mitglied der SPD und wurde zunächst Vorsitzender der Partei im Stadtteil Mülheim-Altstadt. In den Rat der Stadt wurde er 1967 gewählt, um kurz darauf als Bürgermeister die Stellvertretung für Oberbürgermeister Heinz Hager zu übernehmen. Nach dessen Wechsel an die Spitze der Stadtverwaltung wurde Dieter aus dem Siepen am 24. Oktober 1974 zum Nachfolger gewählt. 1981 erkrankte er schwer, kam aber seiner Aufgabe als Oberbürgermeister bis zu seinem Tod nach.
Nach Dieter aus dem Siepen ist der Vorplatz des Mülheimer Hauptbahnhofs benannt. Auf dem Dieter-aus-dem-Siepen-Platz befindet sich ein von Gottfried Gruner gestalteter Brunnen („Aqua-Mobile“).